# Rolf Hillerberg

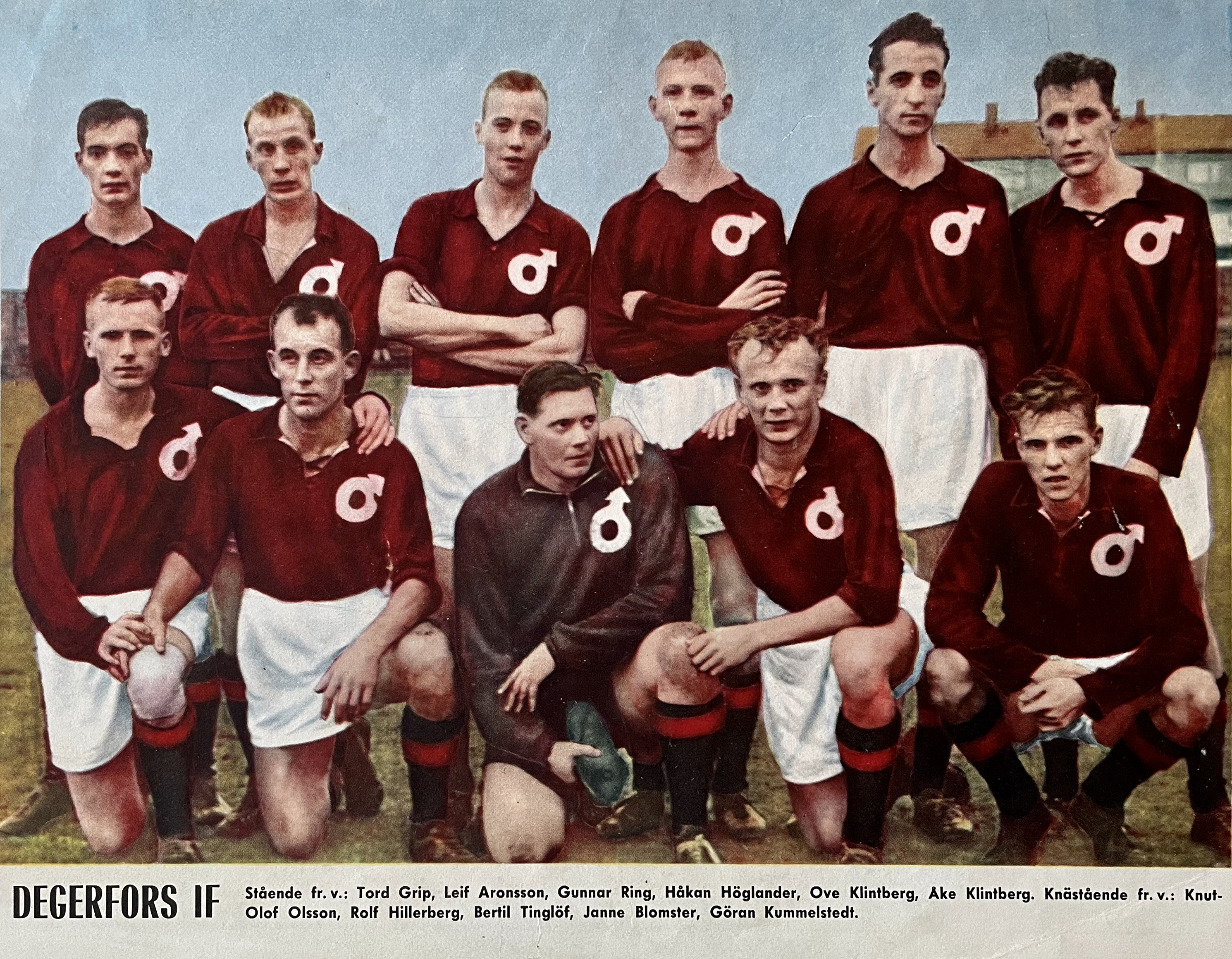
Degerfors IF – lagbild från 1958 med stående från vänster i bild – Tord Grip och Leif Aronsson tillsammans med knästående Rolf Hillerberg, målvakten Bertil Tinglöf och Göran Kummelstedt.

Rolf Harald Eugén Hillerberg, född 26 maj 1927 i Hova församling, död 19 februari 2015 i Degerfors församling, var en svensk fotbollsspelare som spelade som vänsterinner i Degerfors IF. Han gjorde en brådstörtad debut våren 1950 i Göteborg på Ullevi sedan han hämtats i taxi från Jönköping under pågående match. Han kom från Hova IF och beskrivs som en kraftig, skottstark "Svarte-Filip"-typ.